# Равиоли
Равиòли (на италиански: Ravioli, ед. ч. Raviolo) са семейство традиционни продукти от италианската кухня, състоящи се от квадратчета или кръгчета яйчена паста с пълнеж от месо, риба, зеленчуци или сирене в зависимост от различните местни видове. Могат да се сервират в бульон или сухи, овкусени с различни сосове и заливки. Изборът на сос зависи и от вида на пълнежа.
Аналог на равиолите в руската национална кухня са пелмените, но за разлика от тях равиолите могат да бъдат сервирани и като десерт.

## История
Най-ранното известно споменаване на равиолите е в личните писма на Франческо ди Марко Датини – търговец от Прато от 14 век. Във венециански ръкопис от средата на 14 век с название „Книга за готвача“ (Libro per cuoco) се предлагат равиоли от зелени билки, бланширани и смлени, смесени с разбито яйце и прясно сирене, задушени в бульон и подправени със „сладки и силни подправки". Те са споменати и от Джовани Бокачо в неговия „Декамерон“ (1353): „...те не правеха нищо друго, освен да правят макарони и равиоли и да ги готвят...“, бидейки широко разпространени в средновековното общество от онова време.

Равиолите са известни още през 14 век в Англия, появявайки се в англо-нормандския ръкопис от пергамент Forme of Cury под името rauioles. Следователно сицилианските равиоли и малтийския равюл може да са по-стари от северноиталианските. Малтийските ravjul се пълнят с irkotta – местно произведена рикота от овче мляко, или с gbejna – традиционно прясно сирене от овче мляко. 
В Рим равиолите са вече добре познати, когато известният италиански ренесансов главен готвач Бартоломео Скапи ги сервира с варено пиле на папския конклав през 1549 г. През 16 век те са споменати и от генуезкия поет Паоло Фолиета, чийто аромат ги прави характерна черта на генуезците, дотолкова, че той твърди, че арабските корсари „не се страхуваха от нищо повече отколкото от дима на равиолите...“.
Raviolo носи различни имена: аниолото (agnolotto) или анелото (agnellotto) с малък размер в Пиемонт и в района на Павия, анолино (anolino) в района на Пиаченца и Парма, марубино (marubino) в Кремона и в Долна Провинция Пиаченца, тортело (tortello) в Емилия и Ломбардия, панзоти (pansoti или pansotti) в Лигурия, тордело/турдело (tordello, turdelo) в Северозападна Тоскана и в крайната Ривиера ди Леванте, тортело (tortello) в почти цяла Тоскана, от района на Пистоя до Аретино, от района на Пиза до Марема, равайоло (ravaiolo) или аниолото (agnolotto) в Марке. В Ирпиния се нарича раваиуоло (ravaiuolo) и е с бяло тесто. В някои южни райони на Италия равиолите се наричат макаруни кини (maccaruni chini). В Долно Чиленто носят името кауцуни (cauzuni) и са големи колкото длан. Те са с бяло тесто (без яйце) и с пълнеж от рикота и магданоз.
Равиолите са винаги традиционно ястие за Рагуза в Сицилия, с големи размери, пълни с рикота и почти винаги подправени със свински сос (понякога и със зехтин и качокавало).
Съществува предположение, че рецептата за приготвяне на равиоли пристига в Европа от Китай през 13 век, и е донесена от великия пътешественик Марко Поло (в Китай това ястие се нарича „хунтун“).

## Италиански варианти
Равиолите се приготвят с различни пълнежи и сосове в зависимост от географския или историческия им район.
Първоначалната им характеристика е, че не изискват направата на добре познатата яйчена паста, а по-скоро на тесто с повече вода отколкото яйца. Пълнежът освен това трябва да е от пореч, ескарол (салата инвидия), говеждо и свинско месо, паста от колбаси, яйца, пармезан, мляко и майорана за типичния им аромат. Важно е зеленчуците да доминират ясно над останалите горепосочени съставки.
В Романя, Марке, Тоскана и Лацио пълнежът се състои от рикота и спанак, овкусени с индийско орехче и черен пипер. След като се сварят, се овкусяват със сос от пресни домати и босилек или с масло, градински чай и настърган пармезан. Те са без месо и могат да се ядат на Бъдни вечер или в петък.
В Абруцо, в провинция Терамо заедно с класическата пикантна версия има и вариант със сладки равиоли, пълни с рикота, овкусени със захар и канела или майорана, които могат да се подправят с доматен сос или с масло и градински чай, понякога подсладен със захар. Рикотата за плънка може да бъде крава или овча.
В Сардиния има равиоли, приготвени с пълнеж от рикота, овкусен с настъргана лимонова кора, рикота, спанак и шафран или съвсем прясно сирене. Друг традиционен продукт е този от сардинския район Олиастра, наречен Culurgiones, и включва омесени картофи, пекорино и мента.
В Сицилия има равиоли с рикота и свински сос. Те се замесени с брашно от твърда пшеница, а пълнежът се получава от преработката на доста суха рикота от краве мляко, оставена да се отцеди няколко часа преди приготвянето.
И накрая сосът, наречен tocco („докосване“), е също важна съставка и се състои от постно говеждо месо, олио, бъбреци, сол, кромид лук, чесън, розмарин, червено вино и доматен сос.
В допълнение към подправките, споменати по-горе, равиолите могат да се сервират обикновени (в района ги наричат a culo nudo, букв. с голо дупе), а също и с малко вода за готвене, към която се добавя червено вино. Тази версия е част от кулинарната традиция на село Гави във Вал Леме и е предавана и защитавана от „Обертинов орден на рицарите на Равиоло и на Кортезе“ на Гави.

### Сладки равиоли
В много италиански региони с термина „равиоли“, в допълнение към класическата пълнена паста, използвана като първо ястие, се обозначават и сладки продукти, опаковани по същия начин на базата на паста. Пълнежите често са от рикота, конфитюр или плодово пюре. Пърженето е най-използваната техника за окончателното им приготвяне, но не липсват варенето или директното им поставяне във фурната.

### Равиоли капрези
Равиоли капрези са едно от малкото оригинални ястия на остров Капри в Неаполитанския залив. Приготвянето им не включва използването на яйца за пастата, а само на брашно, вряла вода и зехтин. Пълнежът се прави от прясна и суха качота (традиционно за Капри краве сирене), яйца, прясна майорана, черен пипер и пармезан. Обикновено се сервират с доста лек доматен сос, за да не се позволи вкусът на соса да преобладава над деликатесността на пълнената паста; могат да се подправят и с рагу по неаполитански във варианта на капрезе.

## Извън Италия
В Европа и Съединените щати прясно опакованите равиоли имат няколко седмици срок на годност. Консервираните равиоли са пионерен принос на италианската армия през Първата световна война и са популяризирани от компаниите Хайнц и Буитони в Обединеното кралство и в Европа, и от Chef Boyardee в Съединените щати. Консервираните равиоли могат да се пълнят с говеждо месо, топено сирене, пиле или италиански колбаси, и да се сервират в доматен, доматено-месен или доматено-сиренен сос. Препечените равиоли (равиоли, които са панирани и дълбоко пържени) са разработени в Сейнт Луис, Мисури и са популярно предястие и лека закуска.
Равиолите са често срещани в готварството на Ница, по-широкия Лазурени бряг и в околните региони в Южна Франция. Съдържанието им варира значително, но най-характерен за региона е използването на остатъците от месо daube. Миниатюрните равиоли с пълнеж от сирене, наричани на местно ниво ravioles, са специалитет на департамент Дром в регион Рона-Алпи, особено на общината Роман сюр Изер, и често се сервират запечени (au gratin).
Равиоли, пълни с халуми, са традиционно ястие с паста от кипърската кухня. Сваряват се в пилешки бульон и се сервират с настърган халуми и сух джоджен отгоре.
В Турция популярно ястие е Манти, което е подобно на равиоли. Пълни се с месо с подправки и се сервира със сос от червен пипер и кисело мляко. Подобни ястия в Китай са jiaozi и wonton.
В Индия има популярно ястие, наречено gujiya, което е подобно на равиолите. Приготвя се обаче сладко, с пълнеж от сушени плодове, захар и смес от сладки подправки, след което се запържва дълбоко в растително масло. В различни части на Индия се използват различни пълнежи. Ястието е популярна храна, приготвяна по време на фестивали в цялата страна.
В еврейската кухня има подобно ястие, наречено kreplach – джоб с месо или друг пълнеж, с покритие от яйчена паста. Задушава се в пилешка супа. С този си метод на приготвяне изглежда, че е пряк потомък или вдъхновение за оригиналното ястие, което е задушавано в „бульон“. Британската кулинарна писателка Клаудия Роден твърди, че произхожда от венецианското гето приблизително по същото време, когато са създадени равиолите и с времето се превръща в основно ястие на еврейската кухня.
Подобно близкоизточно ястие, наречено shishbarak, съдържа паста, пълнена с мляно говеждо месо и приготвена в горещо кисело мляко.

## Приготвяне
Приготвянето на равиоли става след разточването на тесто, от което се изрязват кръгове, според нуждите и плънката. В средата на изрязания кръг от тесто се поставя плънката (от месо, риба, зеленчуци, плодове, ядки и др.), след което се намазват краищата с разбито яйце и се затварят във формата на полумесец (или с друг кръг тесто отгоре), запечатвайки краищата за да не излезе плънката при термичната обработка. Така приготвените равиоли могат да се приготвят посредством варене или пържене (могат да се добавят към супа). След като се сварят, равиолите се заливат със сос.

## Признание в Италия
По предложение на отделните региони Министерство на земеделието, храните и горите на Италия признава равиолите за един от традиционните италиански хранително-вкусови продукти:
Регион Ломбардия
- Равиоли на Сесто Календе (с езерен костур, раци и мента)
- Казончело ала бергамаска (пълнени с месо, хляб, сирене и др.), гарнирани с лешниково масло, панчета и градински чай

Регион Базиликата
- Равиоли

Регион Лацио
- Картофени равиоли
- Равиола на Сан Панкрацио

Регион Молизе
- Равиоли Скаполези

Други региони
- Марубини
- Равиоли с червена цикория от Верона
- Равиоли с рикота, включително равиоли от бяла паста от района на Ирпиния
- Червени картофени равиоли
- Равиоли с билки
- Равиоли с овча рикота
- Лигурско равиоло
- Постни равиоли